# The Beast (Kings Island)
The Beast (englisch für „das Biest“) in Kings Island (Mason, Ohio, Vereinigte Staaten) ist eine Holzachterbahn von Charles J. Dinn, die am 14. April 1979 eröffnet wurde. Zurzeit (Stand Juni 2023) ist sie die längste Holzachterbahn der Welt.

## Fahrt
Die von den Designern Al Collins und Jeff Gramke konstruierte Strecke ist bestückt mit zwei Lifthills: einen 34 m hohen mit einer 41 m hohen Abfahrt und einem mit einer 43 m hohen Abfahrt von 18°, sowie einer 540°-Helix in einem der drei Tunnel.

## Züge
The Beast besitzt drei Züge von Philadelphia Toboggan Coasters mit jeweils sechs Wagen. In jedem Wagen können sechs Personen (drei Reihen à zwei Personen) Platz nehmen. Die Fahrgäste müssen mindestens 1,22 m groß sein um mitfahren zu dürfen.

## Auszeichnungen
The Beast erhielt am 2. Oktober 2004 die Auszeichnung ACE Roller Coaster Landmark der American Coaster Enthusiasts.